# Erreur sur la personne (film)
Pour plus de détails, voir Fiche technique et Distribution.
Erreur sur la personne est un film québécois réalisé par Gilles Noël, sorti en 1996.

## Synopsis
Charles Renard, un policier ayant perdu l'ouïe à la suite d'une blessure à l'oreille lors d'une opération, se voit confier à son retour au travail, l'enquête sur des vols de cartes de crédit commis par une femme qui utilise les petites annonces des journaux pour attirer ses proies.

## Fiche technique
- Titre original : Erreur sur la personne
- Réalisation : Gilles Noël
- Scénario : Claude Cartier, Gilles Noël
- Musique : Jean Vanasse
- Directeur artistique : Louise-Marie Beauchamp
- Décors : Dominique DesRochers
- Costumes : Dominique Vien
- Coiffure : Marie-Nicole Pelletier
- Maquillage : Jessica Manzo
- Photographie : Sylvain Brault
- Son : Marcel Chouinard, Daniel Vermette
- Montage : Dominique Fortin
- Production : Anouk Brault, Michel Brault
- Société de production : Nanouk Films
- Société de distribution : Allegro Films Distribution
- Pays d'origine : Canada, Québec
- Langue originale : français
- Format : couleur, 35mm - stéréo
- Genre : drame policier, drame psychologique
- Durée : 97 minutes
- Dates de sortie : 
  - Canada : 9 février 1996  (sortie en salle au Québec)
  - Canada : 21 septembre 1996  (festival international du film Cinéfest Sudbury (en))

## Distribution
- Michel Côté : Charles Renard
- Macha Grenon : Maria
- Paul Doucet : Paul Lamoureux
- Robert Gravel : chef de police
- Luc Picard : Richard
- Annick Hamel : Marie-Josée
- Marie-Andrée Corneille : Hélène
- Jacques Lavallée : homme à la terrasse
- Élisabeth Perceval : mère de Maria
- Giorgio Uehlinger : père de Maria
- Fidelle Boissonneault : Maria 8 ans
- Denis Marleau : metteur en scène
- Paul Savoie : médecin
- Isabel Richer : Marie, ex-femme de Charles
- Claude Laroche : voix escroqué #1
- François Tassé : voix escroqué #2

## Nomination
- 1996 : prix Génie de la meilleure actrice dans un second rôle : Marie-Andrée Corneille[1]